# Astenberg (Wilnsdorf)
Der Astenberg ist ein 430 m ü. NN hoher Berg in den Ausläufern des Rothaargebirges im südlichen Siegerland im Kreis Siegen-Wittgenstein in Nordrhein-Westfalen.
Der Berg liegt etwa 1,2 km südwestlich des Oberdielfener, 2,1 km nordwestlich des Wilnsdorfer, 1,8 km nordöstlich Rinsdorfer und 1,5 km südöstlich des Obersdorfer Ortskerns und auf einem Zipfel der Obersdorfer Gemarkung, welcher sich zwischen Rinsdorf im Süden und Oberdielfen im Nordosten in Richtung Wilnsdorf zieht und leicht südöstlich des Bergs ausläuft.
Der Bergrücken, der noch einen etwa 500 m östlich des Astenbergs befindlichen namenlosen Gipfel mit 423,9 m Höhe beinhaltet, bildet die Trennung zwischen Dielfetal samt Nebentälern im Norden und Nordosten und Heckenbachtal im Süden. Entsprechend sieht die Trennung zwischen den Gewässern am Berg aus. Im Norden und Nordosten entspringen Seifenbach und Scheidbach, die beide in die Dielfe münden, im Süden und Südosten entspringen zwei namenlose Zuflüsse des Heckenbachs.
Etwa 70 m nordöstlich des Gipfels verläuft die Bundesstraße 54 von Wilnsdorf über Obersdorf in Richtung Siegen und im südlich des Bergs gelegenen Heckenbachtal die Landesstraße 907 als Verbindung von Wilnsdorf nach Rinsdorf und Eisern.
Im Gegensatz zu anderen Bergen in der Umgebung hat am Astenberg kein bedeutsamer Bergbau stattgefunden. Der Berg besteht aus Basalt und war Fundort für Versteinerungen.